# Søren Ventegodt
Søren Ventegodt (født 26. marts 1961 i København) er en dansk alternativ behandler og tidligere læge. Ventegodt er uddannet cand.med. fra Københavns Universitet i 1992.

## Forskning i livskvalitet
Ventegodt fik i 1992 en bevilling fra Apotekerfonden til at forske i livskvalitet. I 1994 udgav han en rapport om livskvalitet, som var baseret på ca. 6000 spørgeskemaer, og i 1995 udkom undersøgelsen som en bog. Resultaterne var meget kontroversielle. Ventegodt konkluderede at subjektive faktorer havde større betydning for livskvaliteten end objektive faktorer, og at tobak og alkohol var mindre helbredsskadeligt end dårlig livskvalitet. Rapporten blev stærkt kritiseret af blandt andre flere læger. Lars Iversen som var kontorchef i Sundhedsstyrelsens afdeling for Forebyggelses og Sundhedsfremme kaldte det "glasklart vrøvl". Niels Kristian Rasmussen som var afdelingschef i Dansk Institut for Klinisk Epidemiologi (DIKE) påpegede at mange dør tidligt af røg og druk.

## Fratagelse af lægeautorisation
Den 20. december 2005 fratog Sundhedsstyrelsen midlertidigt Søren Ventegodts autorisation, da Sundhedsstyrelsen vurderede, at han er til fare for sine patienter – en afgørelse, som Sundhedsministeriet stadfæstede den 7. november 2006 med samme begrundelse.
Den 5. maj 2020 fremgik det af en kendelse fra Østre Landsret, at der med vægt på "den tid der er forløbet" ikke længere var grundlag for at opretholde fratagelsen. Ventegodt forklarede i landsretten at han ikke agtede at genoptage professionen som praktiserende læge. Efter han fik tilbuddet om at søge om generhvervelse af sin lægeautorisation, valgte han at deponere den.